# Scheldeprijs
Scheldeprijs je jednodenní cyklistický závod konaný ve Flandrech a Nizozemsku, který začíná v Terneuzenu, překračuje řeku Šeldu a končí v Schotenu. Do roku 2018 se závod konal výhradně v Belgii. Závod, který se koná na úrovni 1.HC v rámci UCI Europe Tour, je určen hlavně pro sprintery díky své délce okolo 200 km a velmi rovinaté trase.
Scheldeprijs, který se koná od roku 1907, je nejstarším stále existujícím  cyklistickým závodem ve Flandrech a je o 6 let starší než Kolem Flander, jeden z 5 monumentů. Závod byl zrušen pouze v průběhu obou světových válek a svůj stý ročník oslavil v roce 2012. Němec Marcel Kittel drží rekord v počtu vítězství – celkem zvítězil 5krát.
Od roku 2021 se koná i ženská varianta závodu. Jezdí se ve stejný den jako mužský závod, začíná a končí ve Schotenu a má délku přibližně 136 km. První vítězkou závodu se stala Lorena Wiebesová.

## Seznam vítězů (mužský závod)
| Rok       | Země               | Jezdec                 | Tým                                 |
| --------- | ------------------ | ---------------------- | ----------------------------------- |
| 1907      | Francie            | Maurice Leturgie       |                                     |
| 1908      | Belgie             | Adrien Kranskens       |                                     |
| 1909      | Belgie             | Raymond Van Parijs     |                                     |
| 1910      | Belgie             | Florent Luyckx         |                                     |
| 1911      | Belgie             | Florent Luyckx         |                                     |
| 1912      | Belgie             | Joseph Van Wetter      |                                     |
| 1913      | Belgie             | Joseph Van Wetter      |                                     |
| 1914      | Belgie             | Octave Jacques         |                                     |
| 1915–1918 | Nejelo se          | Nejelo se              | Nejelo se                           |
| 1919      | Belgie             | Isidoor Mechant        |                                     |
| 1920      | Belgie             | Victor Lenaers         |                                     |
| 1921      | Belgie             | René Vermandel         |                                     |
| 1922      | Belgie             | Florent Vandenbergh    |                                     |
| 1923      | Belgie             | Emile Thollembeek      |                                     |
| 1924      | Belgie             | René Vermandel         |                                     |
| 1925      | Belgie             | Karel Van Hassel       |                                     |
| 1926      | Belgie             | Jef Dervaes            |                                     |
| 1927      | Belgie             | Georges Ronsse         |                                     |
| 1928      | Belgie             | Jef Dervaes            |                                     |
| 1929      | Belgie             | Joseph Wauters         |                                     |
| 1930      | Belgie             | Denis Verschueren      |                                     |
| 1931      | Belgie             | Godefried De Vocht     |                                     |
| 1932      | Belgie             | Godefried De Vocht     |                                     |
| 1933      | Belgie             | Jan-Jozef Horemans     |                                     |
| 1934      | Belgie             | Léon Tommies           |                                     |
| 1935      | Belgie             | Gerard Loncke          |                                     |
| 1936      | Belgie             | Marcel Van Schil       |                                     |
| 1937      | Belgie             | Sylvain Grysolle       |                                     |
| 1938      | Belgie             | Antoine Dignef         |                                     |
| 1939      | Belgie             | Achiel Buysse          |                                     |
| 1940      | Nejelo se          | Nejelo se              | Nejelo se                           |
| 1941      | Belgie             | Stan Ockers            |                                     |
| 1942      | Belgie             | Lode Busschops         |                                     |
| 1943      | Belgie             | Eloi Meulenberg        |                                     |
| 1944      | Nejelo se          | Nejelo se              | Nejelo se                           |
| 1945      | Nejelo se          | Nejelo se              | Nejelo se                           |
| 1946      | Belgie             | Stan Ockers            |                                     |
| 1947      | Belgie             | René Mertens           |                                     |
| 1948      | Belgie             | Achiel Buysse          |                                     |
| 1949      | Belgie             | Roger Decorte          |                                     |
| 1950      | Belgie             | André Pieters          |                                     |
| 1951      | Belgie             | Ernest Sterckx         |                                     |
| 1952      | Belgie             | Roger Decorte          |                                     |
| 1953      | Nizozemsko         | Hans Dekkers           |                                     |
| 1954      | Belgie             | Roger Decock           |                                     |
| 1955      | Belgie             | Briek Schotte          |                                     |
| 1956      | Belgie             | Rik Van Looy           |                                     |
| 1957      | Belgie             | Rik Van Looy           |                                     |
| 1958      | Belgie             | Raymond Vrancken       |                                     |
| 1959      | Belgie             | Willy Butzen           |                                     |
| 1960      | Belgie             | Piet Oellibrandt       |                                     |
| 1961      | Belgie             | Raymond Vrancken       |                                     |
| 1962      | Belgie             | Piet Oellibrandt       |                                     |
| 1963      | Belgie             | Piet Oellibrandt       |                                     |
| 1964      | Belgie             | Jos Hoevenaers         |                                     |
| 1965      | Belgie             | Willy Vannitsen        |                                     |
| 1966      | Belgie             | Joseph Spruyt          |                                     |
| 1967      | Belgie             | Paul In 't Ven         |                                     |
| 1968      | Belgie             | Edward Sels            | Bic                                 |
| 1969      | Belgie             | Walter Godefroot       | Flandria–De Clerck–Krüger           |
| 1970      | Belgie             | Roger De Vlaeminck     | Flandria–Mars                       |
| 1971      | Belgie             | Gustaaf Van Roosbroeck | Watney–Avia                         |
| 1972      | Belgie             | Eddy Merckx            | Molteni                             |
| 1973      | Belgie             | Freddy Maertens        | Flandria–Carpenter–Shimano          |
| 1974      | Belgie             | Marc Demeyer           | Carpenter–Confortluxe–Flandria      |
| 1975      | Belgie             | Ronald De Witte        | Carpenter–Confortluxe–Flandria      |
| 1976      | Belgie             | Frans Verbeeck         | IJsboerke–Colnago                   |
| 1977      | Belgie             | Marc Demeyer           | Flandria–Velda–Latina Assicurazioni |
| 1978      | Západní Německo    | Dietrich Thurau        | IJsboerke–Gios                      |
| 1979      | Belgie             | Daniel Willems         | IJsboerke–Warncke                   |
| 1980      | Belgie             | Ludo Peeters           | IJsboerke–Warncke                   |
| 1981      | Nizozemsko         | Ad Wijnands            | TI–Raleigh–Creda                    |
| 1982      | Belgie             | Ludo Schurgers         | Masta–Puch                          |
| 1983      | Belgie             | Jan Bogaert            | Europ Decor–Dries                   |
| 1984      | Belgie             | Ludo Peeters           | Kwantum–Decosol–Yoko                |
| 1985      | Nizozemsko         | Adri van der Poel      | Kwantum–Decosol–Yoko                |
| 1986      | Nizozemsko         | Jean-Paul van Poppel   | Skala–Skil                          |
| 1987      | Belgie             | Etienne De Wilde       | Sigma                               |
| 1988      | Nizozemsko         | Jean-Paul van Poppel   | Superconfex–Yoko–Opel–Colnago       |
| 1989      | Belgie             | Jean-Marie Wampers     | Panasonic–Isostar–Colnago–Agu       |
| 1990      | Nizozemsko         | John Talen             | Panasonic–Sportlife                 |
| 1991      | Itálie             | Mario Cipollini        | Del Tongo                           |
| 1992      | Belgie             | Wilfried Nelissen      | Panasonic–Sportlife                 |
| 1993      | Itálie             | Mario Cipollini        | GB–MG Maglificio                    |
| 1994      | Belgie             | Peter Van Petegem      | Trident                             |
| 1995      | Itálie             | Rossano Brasi          | Polti–Granarolo–Santini             |
| 1996      | Belgie             | Frank Vandenbroucke    | Mapei–GB                            |
| 1997      | Německo            | Erik Zabel             | Team Telekom                        |
| 1998      | Nizozemsko         | Servais Knaven         | TVM–Farm Frites                     |
| 1999      | Nizozemsko         | Jeroen Blijlevens      | TVM–Farm Frites                     |
| 2000      | Itálie             | Endrio Leoni           | Alessio                             |
| 2001      | Itálie             | Endrio Leoni           | Alessio                             |
| 2002      | Austrálie          | Robbie McEwen          | Lotto–Adecco                        |
| 2003      | Belgie             | Ludovic Capelle        | Landbouwkrediet–Colnago             |
| 2004      | Belgie             | Tom Boonen             | Quick-Step–Innergetic               |
| 2005      | Nizozemsko         | Thorwald Veneberg      | Rabobank                            |
| 2006      | Belgie             | Tom Boonen             | Quick-Step–Innergetic               |
| 2007      | Spojené království | Mark Cavendish         | T-Mobile Team                       |
| 2008      | Spojené království | Mark Cavendish         | Team High Road                      |
| 2009      | Itálie             | Alessandro Petacchi    | LPR Brakes–Farnese Vini             |
| 2010      | Spojené státy      | Tyler Farrar           | Garmin–Transitions                  |
| 2011      | Spojené království | Mark Cavendish         | HTC–Highroad                        |
| 2012      | Německo            | Marcel Kittel          | Argos–Shimano                       |
| 2013      | Německo            | Marcel Kittel          | Argos–Shimano                       |
| 2014      | Německo            | Marcel Kittel          | Giant–Shimano                       |
| 2015      | Norsko             | Alexander Kristoff     | Team Katusha                        |
| 2016      | Německo            | Marcel Kittel          | Etixx–Quick-Step                    |
| 2017      | Německo            | Marcel Kittel          | Quick-Step Floors                   |
| 2018      | Nizozemsko         | Fabio Jakobsen         | Quick-Step Floors                   |
| 2019      | Nizozemsko         | Fabio Jakobsen         | Deceuninck–Quick-Step               |
| 2020      | Austrálie          | Caleb Ewan             | Lotto–Soudal                        |
| 2021      | Belgie             | Jasper Philipsen       | Alpecin–Fenix                       |
| 2022      | Norsko             | Alexander Kristoff     | Intermarché–Wanty–Gobert Matériaux  |
| 2023      | Belgie             | Jasper Philipsen       | Alpecin–Deceuninck                  |
| 2024      | Belgie             | Tim Merlier            | Soudal–Quick-Step                   |
| 2025      | Belgie             | Tim Merlier            | Soudal–Quick-Step                   |

### Vícenásobní vítězové
| Vítězství | Jezdec                     | Ročníky                      |
| --------- | -------------------------- | ---------------------------- |
| 5         | Marcel Kittel (GER)        | 2012, 2013, 2014, 2016, 2017 |
| 3         | Piet Oellibrandt (BEL)     | 1960, 1962, 1963             |
| 3         | Mark Cavendish (GBR)       | 2007, 2008, 2011             |
| 2         | Florent Luyckx (BEL)       | 1910, 1911                   |
| 2         | Joseph Van Wetter (BEL)    | 1912, 1913                   |
| 2         | René Vermandel (BEL)       | 1921, 1924                   |
| 2         | Godefried De Vocht (BEL)   | 1931, 1932                   |
| 2         | Achiel Buysse (BEL)        | 1939, 1948                   |
| 2         | Stan Ockers (BEL)          | 1941, 1946                   |
| 2         | Rik Van Looy (BEL)         | 1956, 1957                   |
| 2         | Raymond Vrancken (BEL)     | 1958, 1961                   |
| 2         | Marc Demeyer (BEL)         | 1974, 1977                   |
| 2         | Ludo Peeters (BEL)         | 1980, 1984                   |
| 2         | Jean-Paul van Poppel (NED) | 1986, 1988                   |
| 2         | Mario Cipollini (ITA)      | 1991, 1993                   |
| 2         | Endrio Leoni (ITA)         | 2000, 2001                   |
| 2         | Tom Boonen (BEL)           | 2004, 2006                   |
| 2         | Fabio Jakobsen (NED)       | 2018, 2019                   |
| 2         | Alexander Kristoff (NOR)   | 2015, 2022                   |
| 2         | Jasper Philipsen (BEL)     | 2021, 2023                   |
| 2         | Tim Merlier (BEL)          | 2024, 2025                   |

### Vítězství dle zemí
| Vítězství | Země                                       |
| --------- | ------------------------------------------ |
| 80        | Belgie                                     |
| 11        | Nizozemsko                                 |
| 7         | Německo (včetně Západní Německo)           |
| 6         | Itálie                                     |
| 3         | Spojené království                         |
| 2         | Norsko                                     |
| 1         | Austrálie, Francie, Spojené státy americké |

## Seznam vítězek (ženský závod)
| Rok  | Země       | Jezdkyně         | Tým       |
| ---- | ---------- | ---------------- | --------- |
| 2021 | Nizozemsko | Lorena Wiebesová | Team DSM  |
| 2022 | Nizozemsko | Lorena Wiebesová | Team DSM  |
| 2023 | Nizozemsko | Lorena Wiebesová | SD Worx   |
| 2024 | Nizozemsko | Lorena Wiebesová | SD Worx   |
| 2025 | Itálie     | Elisa Balsamová  | Lidl–Trek |

### Vítězství dle zemí
| Vítězství | Země       |
| --------- | ---------- |
| 4         | Nizozemsko |
| 1         | Itálie     |